# Крушево (община Драгаш)
Вижте пояснителната страница за други значения на Крушево.
Крушево (на сръбски: Крушево или Kruševo; на албански: Krushevë или Krusheva) е село, разположено в областта Гора, в община Драгаш (Шар), Косово.

## География
Селото е разположено на юг от общинския център Драгаш.

## История
Васил Кънчов отбелязва през 1900 година Крушево сред селата в Гора, населени от българи мохамедани, наричани торбеши. Броят на къщите е 90.
След Междусъюзническата война селото попада в Сърбия. Според Стефан Младенов в 1916 година Крỳшово е българско село с 80 къщи.
На етническата си карта на Северозападна Македония в 1929 година Афанасий Селишчев отбелязва Крушево като българско село.

## Личности
Родени в Крушево
- Садик Идризи, косовски политик от коалиция ВАКАТ, министър на здравеопазването, поддържащ становището, че гораните са бошняци